# Lafayette (Kalifornie)
Lafayette je město ve Spojených státech amerických. Nachází se v okrese Contra Costa County ve státě Kalifornie. Ve městě žije přibližně 25 tisíc obyvatel a jeho rozloha činí 39,9 km². Leží v San Francisco Bay Area. Spolu s městy Moraga a Orinda tvoří oblast zvanou Lamorinda. Na východě dále sousedí s městem Walnut Creek. Na západě od města leží Berkeley Hills, za nimiž se nachází města Oakland a Berkeley.
Město bylo založeno roku 1848. Město bylo pojmenováno po generálovi Gilbertu du Motierovi.